# Ukraiinka, Borzna
Ukraiinka (în ucraineană Українка; în trecut, Cervona Ukraiina, în ucraineană Червона Україна) este un sat în comuna Horoșe Ozero din raionul Borzna, regiunea Cernihiv, Ucraina.

## Demografie
Componența lingvistică a localității Ukraiinka
     Ucraineană (100%)
Conform recensământului din 2001, toată populația localității Cervona Ukraiina era vorbitoare de ucraineană (100%).